# Marc Bygdeman
Marc Allan Bygdeman, född 13 februari 1934 i Stockholm, är en svensk läkare. Han är son till generaldirektör Konrad Persson och tvillingbror till Stellan Bygdeman. 
Bygdeman blev medicine licentiat 1960, medicine doktor och docent i fysiologi vid Karolinska institutet 1965 samt docent i obstetrik och gynekologi på Karolinska sjukhuset 1973. Han var amanuens och assistent på fysiologiska institutionen vid Karolinska institutet 1955–64, underläkare på Allmänna barnbördshuset i Stockholm i perioder 1958–63, underläkare på kvinnokliniken på Karolinska sjukhuset 1965, biträdande överläkare där 1973, överläkare från 1978, och biträdande klinikchef från 1975, professor i obstetrik och gynekologi särskilt klinisk fortplantningslära vid Karolinska institutet från 1978, klinikchef på kvinnokliniken vid Karolinska sjukhuset från 1985. 
Bygdeman har även varit konsult inom Världshälsoorganisationen (WHO) samt specialsakkunnig i gynekologi och obstetrik vid Hälso- och sjukvårdsnämnden (HSN) från 1985. Han har författat skrifter i obstetrik och gynekologi.